# Bombardement du Banski dvori

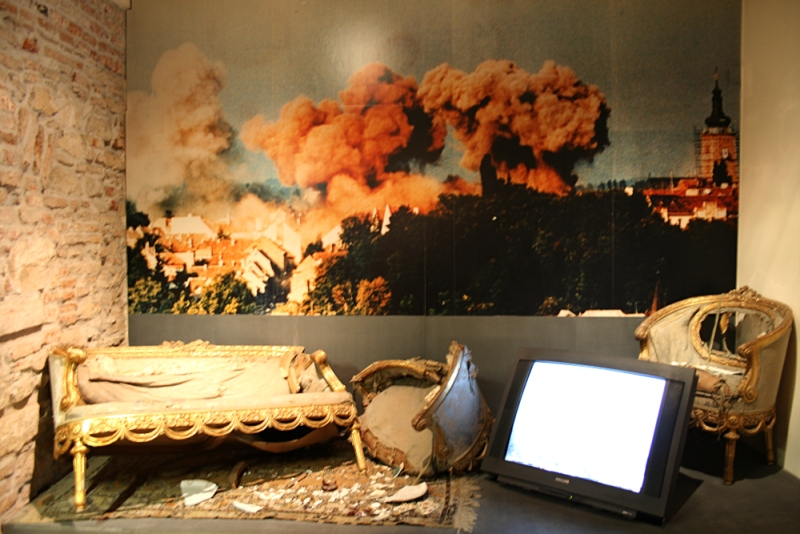
Exposition sur le bombardement de la Cour des Bans au Musée de Zagreb (2009)

Le bombardement du Banski dvori, ou bombardement de la Cour des Bans (en croate : bombardiranje Banskih dvora) est une frappe de l'armée de l'air yougoslave sur le Banski dvori à Zagreb, capitale de la Croatie, survenue le 7 octobre 1991.
À l'époque, le palais est la résidence officielle du président de Croatie.
La frappe aérienne a lieu dans le cadre d'une attaque de l'armée yougoslave sur un certain nombre de cibles dans la capitale croate. Dans l'action, un civil aurait été tué par le mitraillage du quartier de Tuškanac et quatre autres blessés.
Au moment de l'attaque, le président croate Franjo Tuđman se trouvait dans le bâtiment et s'entretenait avec Stjepan Mesić, alors président de Yougoslavie, et Ante Marković, premier ministre de Yougoslavie, mais aucun d'entre eux ne fut blessé dans l'attaque. Immédiatement après, Tuđman fit remarquer que l'attaque visait apparemment à détruire le Banski dvori en tant que siège de l'État de Croatie. Marković accusa le secrétaire général de la défense yougoslave Veljko Kadijević, qui nia l'accusation et suggéra que l'événement avait été mis en scène par la Croatie. L'attaque suscita une condamnation internationale et l'examen de sanctions économiques contre la Yougoslavie.
La résidence présidentielle fut dès lors transférée à la Villa Zagorje. Le Banski dvori subit des dommages importants dans cette attaque, cependant les réparations ne commencèrent qu'en 1995. Le bâtiment devient ensuite le siège du gouvernement croate.

## Historique
En 1991, les premières élections multipartites croates ont lieu dans le pays. La victoire de Franjo Tuđman accroît les tensions nationalistes dans une fédération Yougoslave déjà tendue.
Des politiciens serbes quittent alors le Sabor et déclarent l'autonomie de zones qui feraient bientôt partie de la République non reconnue de Krajina (serbe); ces politiciens serbes ou serbophiles ont l'intention d'obtenir l'indépendance par rapport à la Croatie à moyen-terme.
Alors que les tensions augmentent, la Croatie déclare son indépendance le 25 juin (1991). Toutefois, la déclaration est suspendue pendant trois mois, jusqu'au 8 octobre. Cette suspension survient lorsque la Communauté économique européenne et la Conférence sur la sécurité et la coopération en Europe insistent auprès de la Croatie pour qu'elle ne soit pas reconnue comme un État indépendant en raison de la possibilité d'une guerre civile avec les serbes yougoslaves. Les tensions dégénèrent en guerre d'indépendance croate lorsque l'Armée populaire yougoslave et divers paramilitaires serbes se mobilisent en Croatie dès la fin de l'été 1991.
Le 3 octobre, la marine yougoslave renouvèle son blocus des principaux ports croates. Cette mesure fait suite à des mois d'affrontements et à la prise d'installations militaires yougoslaves en Dalmatie et ailleurs par les croates indépendantistes. Ces événements sont désormais connus sous le nom de « bataille des casernes ». Elle aboutit à la capture d'importantes quantités d'armes, de munitions et d'autres équipements par l'armée croate, dont 150 véhicules blindés de transport de troupes, 220 chars et 400 pièces d'artillerie d'un calibre égal ou supérieur à 100 millimètres, 39 casernes et 26 autres installations, dont deux centres de transmissions et une base de missiles. Elle a également coïncidé avec la fin de l'opération Coast-91, au cours de laquelle les forces yougoslaves échouèrent à occuper le littoral pour tenter de couper l'accès de la Dalmatie au reste de la Croatie.

## Avertissement de l'attaque
Selon Martin Špegelj, ministre de la Défense de Croatie entre août 1990 et juillet 1991, l'armée croate fut informée par une source de l'armée de l'air yougoslave basée à la base aérienne de Željava d'une mission top secrète devant se dérouler le lendemain, mais Špegelj affirme que l'information n'a pas été prise au sérieux en raison du manque de détails. D'autres sources affirment qu'un avertissement a été transmis par les services de sécurité et de renseignement croates, indiquant que l'Union soviétique et son président de l'époque, Mikhaïl Gorbatchev, étaient à l'origine de l'information.
À minuit, dans la nuit du 6 au 7 octobre, l'ambassadeur soviétique à Belgrade aurait reçu des instructions du gouvernement pour mettre en garde les militaires yougoslaves contre une attaque de Zagreb.
Le président croate Tuđman passe la nuit dans un poste de commandement de l'armée de l'air et de la défense aérienne croates - passant sous le Gornji Grad - où les informations sur les mouvements des avions yougoslaves lui étaient relayées. Dans la matinée, le général yougoslave Andrija Rašeta informe la presse que ses supérieurs pourraient décider d'attaquer Zagreb comme une forme de pression sur Tuđman.
Trois alarmes de raid aérien furent déclenchées au cours de la matinée du 7 octobre, car l'armée de l'air yougoslave a déployé jusqu'à 40 jets de combat dans la région de Zagreb, et de nombreuses indications de raids aériens imminents furent reçues des bases militaires yougoslaves. Au cours de la matinée, des avions de l'armée de l'air yougoslave ont été observés en train de décoller de bases situées près de Pula et d'Udbina en Croatie et de Banja Luka en Bosnie-Herzégovine. Aucun vol ne fut alors enregistré au départ de la base aérienne de Željava, vraisemblablement en raison d'une basse couverture nuageuse dans la région.
À 13 h 30, l'armée croate capture un centre de communication militaire et un poste radar yougoslaves près de Velika Buna, au sud de Zagreb, empêchant l'armée de l'air yougoslave de contrôler les avions dans la région. On peut légitimement penser que cet événement affecta le raid sur le Banski dvori.

## Bombardement

Carte de la Croatie contemporaine, indiquant les noms des villes de provenance des appareils ennemis: Pula, Udbina au sud-est de Plitvice (Croatie) et Banja Luka (Bosnie-Herzégovine).

Le bombardement du palais eut lieu vers midi, le 7 octobre 1991, lors d'une rencontre du président Tuđman avec Stjepan Mesić, alors président de la Yougoslavie, et Ante Marković, alors premier ministre de la Yougoslavie, tous deux d'ethnie croate, dans le bâtiment.
L'objectif de cette réunion était de persuader Marković de quitter son poste de chef du gouvernement fédéral yougoslave – ce qu'il semblait réticent à faire – et de discuter de la nécessité de l'indépendance de la Croatie.
La réunion fut ajournée pour un déjeuner auquel devaient assister des assistants présidentiels. Les trois dirigeants quittèrent le déjeuner alors que le dessert était servi et s'installèrent dans le bureau présidentiel pour poursuivre leur discussion. Après que Tuđman a quitté la pièce, tous les autres suivirent.
Juste après 15 heures, quelques minutes après la fin du déjeuner, l'aviation yougoslave attaqua la Court des Bans (Banski dvori) ainsi que d'autres « cibles » dans le quartier de Gornji Grad à Zagreb et ailleurs dans la capitale croate. Ceci deux ou trois minutes après que tout le monde ait quitté la salle où le déjeuner avait été organisé.
Selon un rapport, l'attaque fut constituée par un groupe d'environ 30 jets yougoslaves, mais le raid sur Gornji Grad fut effectué par deux MiG-21 de Mikoyan-Gurevich transportant huit missiles Munja de 128 millimètres. Le Banski dvori a été frappé par des bombes Mark 82 déclenchées par des fusées de proximité à 5 mètres au-dessus de la cible, avec deux impacts directs.
Un civil aurait été tué par le mitraillage aérien de la zone de Tuškanac à Gornji Grad. Aucun des trois dirigeants n'a été blessé, mais quatre autres personnes ont été blessées dans l'attaque du palais. La façade du Banski dvori et presque toutes ses pièces furent endommagées, ainsi qu'une partie de sa toiture. Les premières estimations des dommages infligés au bâtiment et à son contenu se situaient entre 2 et 3 millions de dollars américains.
Outre l'ancien bâtiment présientiel, d'autres lieux de la ville subirent des dommages: notamment le Parlement croate, l'ancien hôtel de ville, l'église Saint-Marc, le Musée d'histoire, l'Institut pour la protection des monuments culturels ainsi que les résidences et bureaux situés à proximité, dont la résidence du consul suisse de l'époque, Werner Mauner.

## Après coup
Dans un contexte politique de guerre ouverte, cet événement fut l'objet de déclarations contradictoires, souvent propagandistes, par tous les acteurs intéressés de l'époque.
Dans un reportage télévisé diffusé peu après l'attentat, le président Tuđman déclara que l'attaque semblait avoir pour but de détruire le Banski dvori en tant que siège de l'État croate, et de « décapiter » l'état. Il conclut par des déclarations déterminées à « mettre fin à l'occupation étrangère » et « à reconstruire la nation ».
Le ministre yougoslave Marković téléphona, quant à lui, à son bureau de Belgrade en accusant le secrétaire général de la défense yougoslave Veljko Kadijević d'être responsable de l'attaque. Il exigea sa démission, menaçant de ne pas retourner à Belgrade tant que Kadijević n'aurait pas quitté ses fonctions. Le ministère yougoslave de la Défense balaya l'accusation, affirmant que l'attaque n'avait pas été autorisée par le commandement central et suggérant que l'événement aurait pu être mis en scène par les autorités croates. Les militaires yougoslaves suggérèrent par la suite que les dirigeants croates avaient eux-mêmes ordonné le placement d'explosifs dans le Banski dvori.

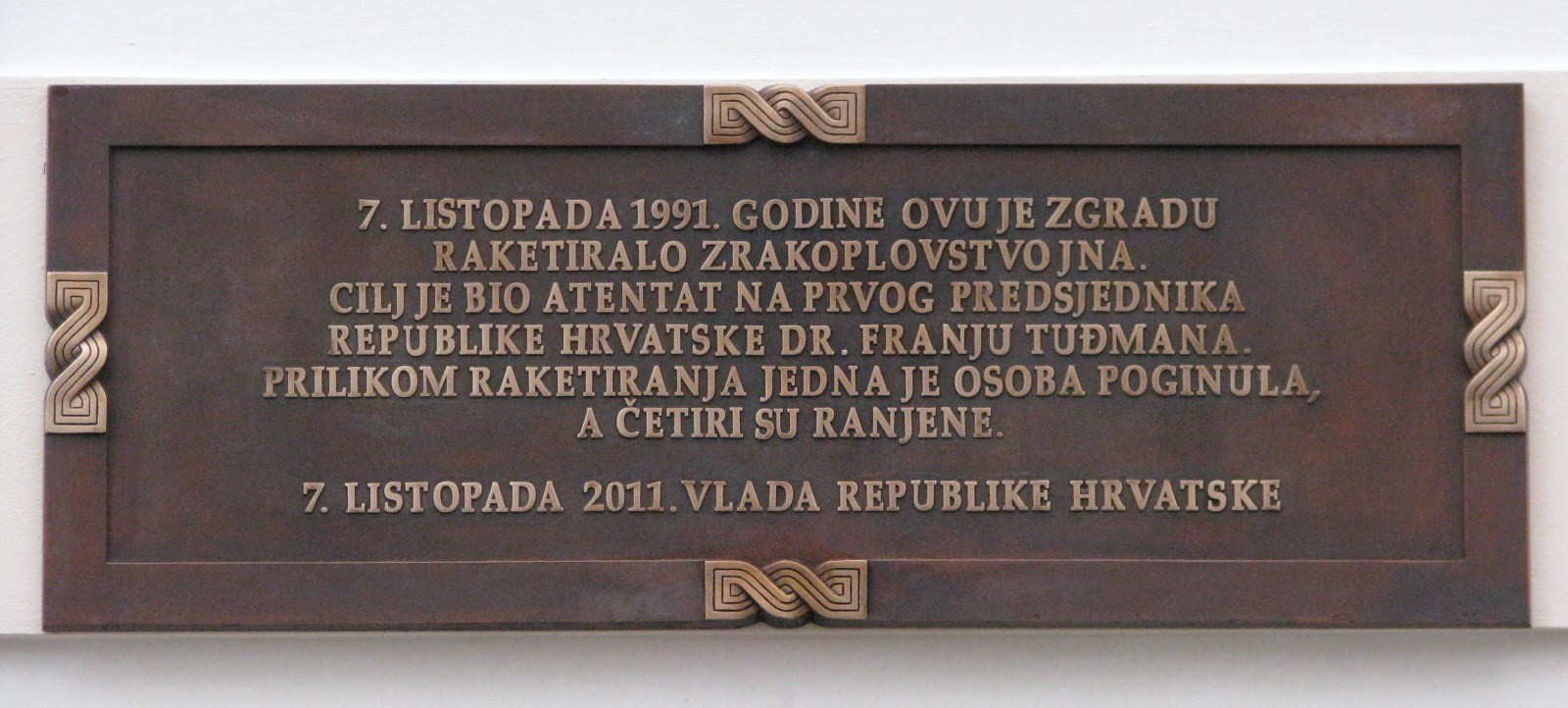
Plaque commémorative posée en 2011 sur une façade de la Cour des Bans, rappelant ce bombardement.

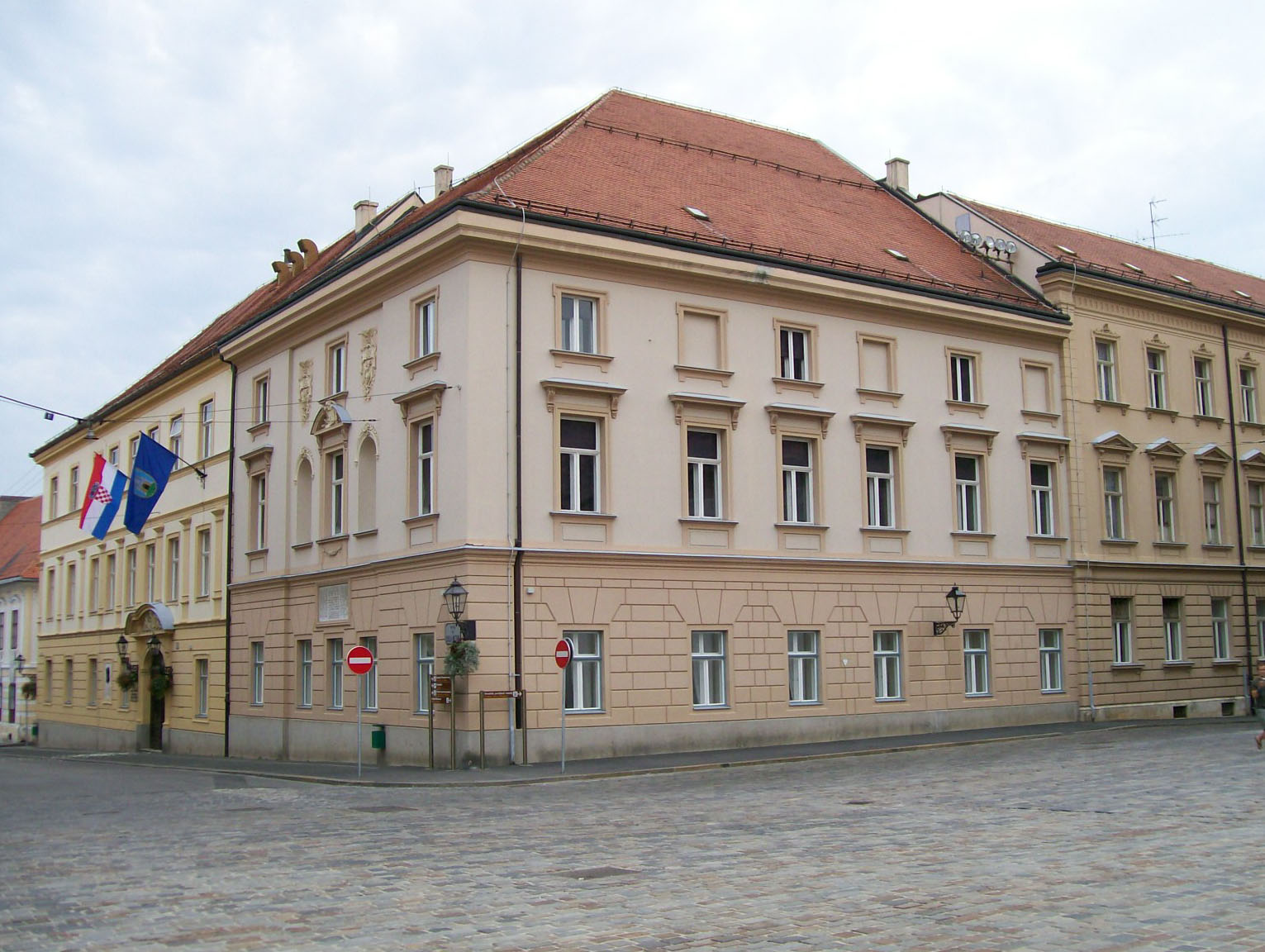
L'ancien hôtel de ville de Zagreb restauré (2008)
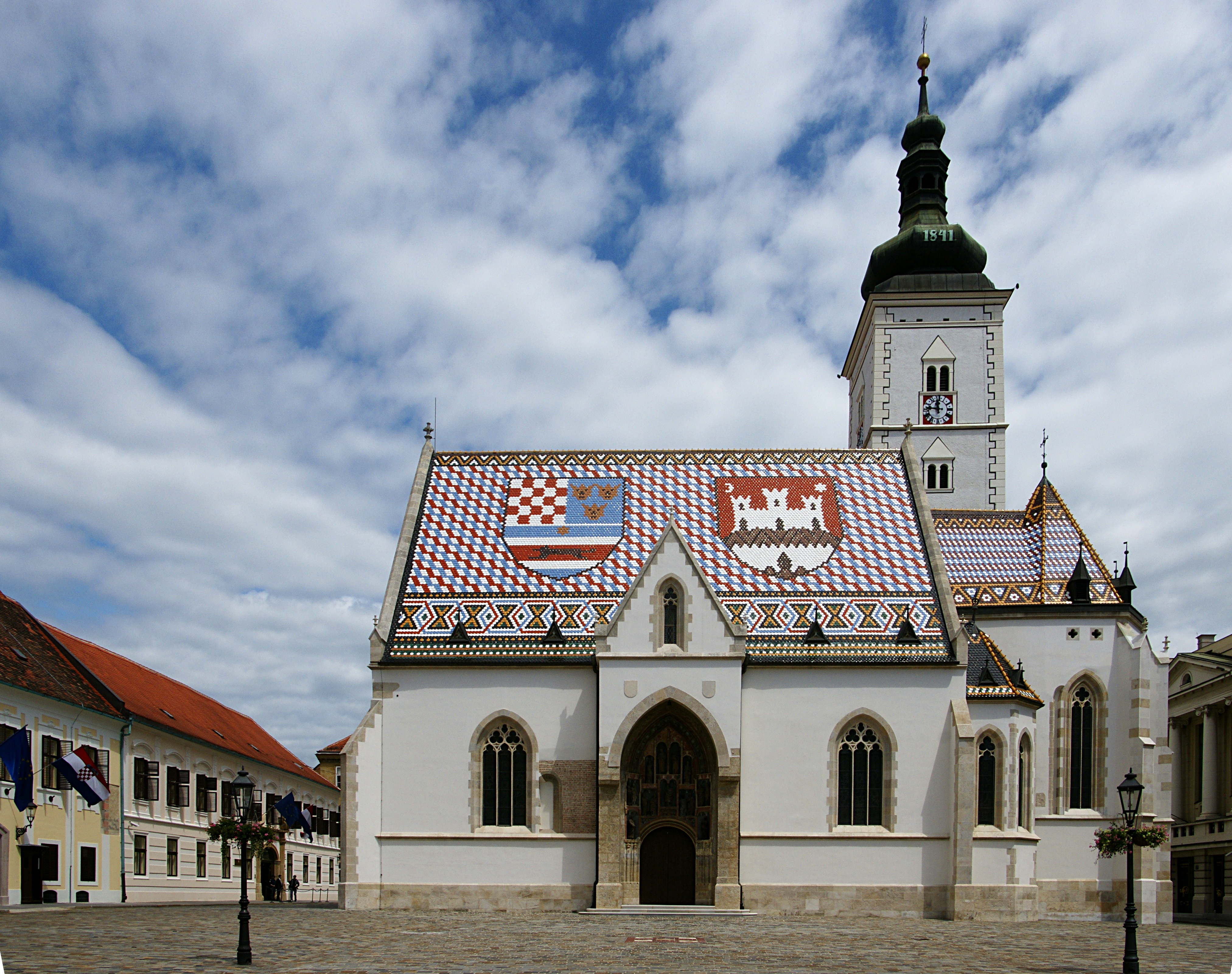
L'église Saint-Marc (2009)
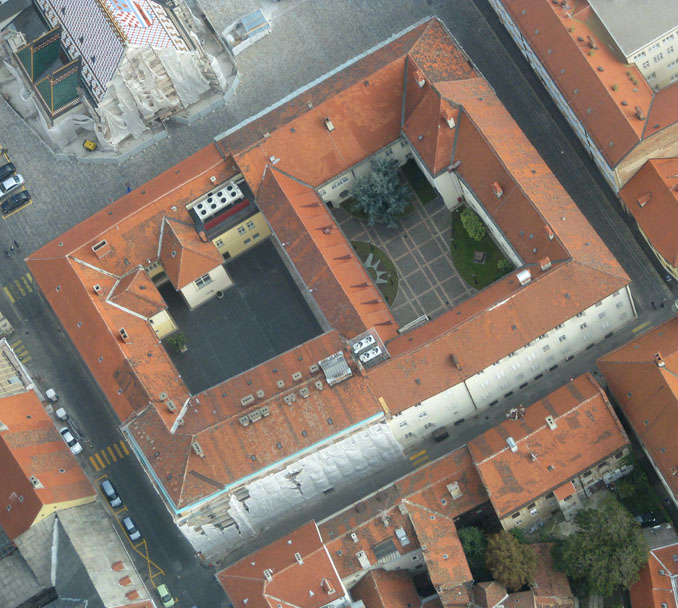
Vue aérienne de la Cour des Bans restaurée (« Banski dvori », 2008)
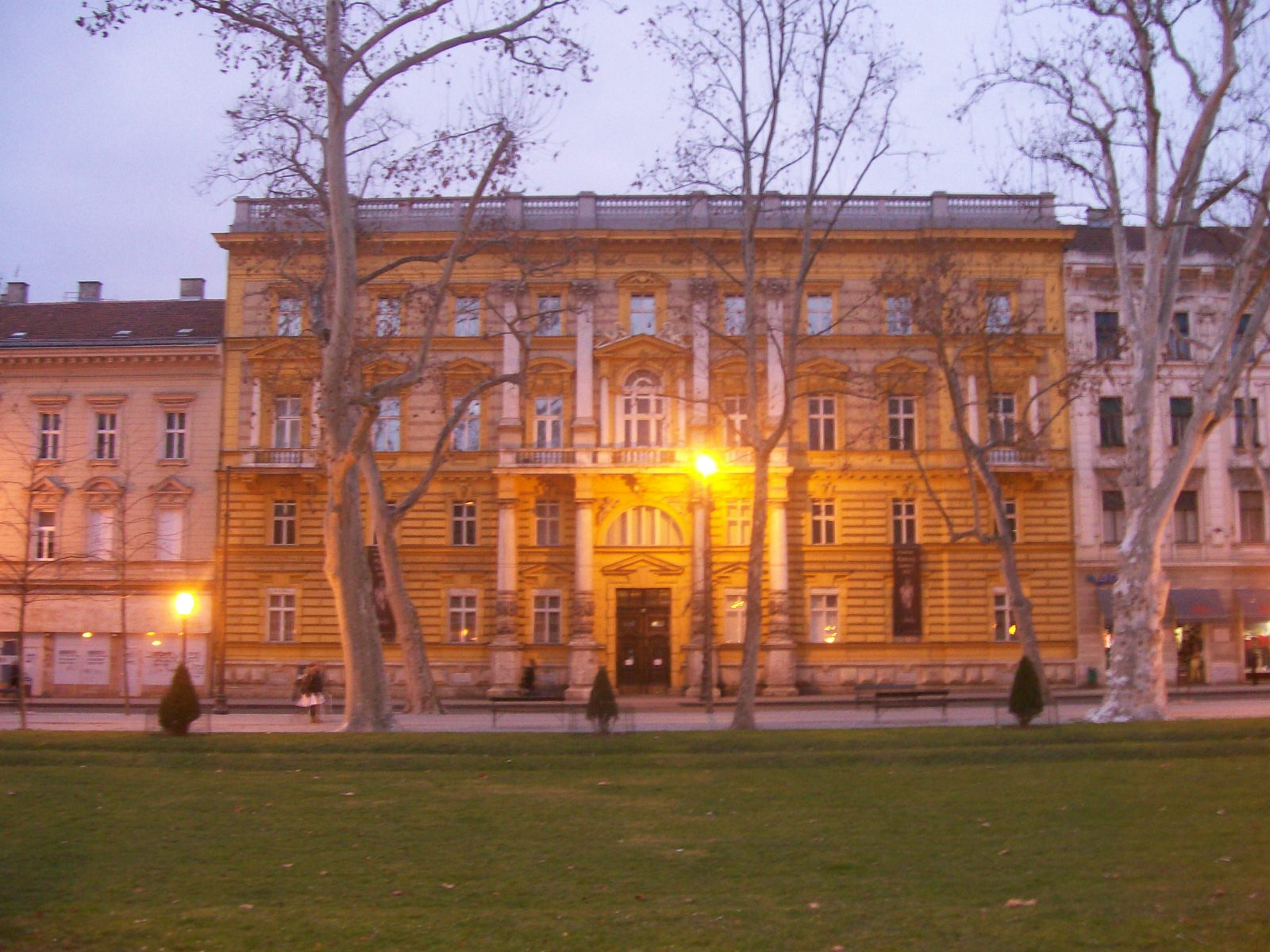
Musée d'Archéologie de Zagreb (2008) après rénovations